# Ophiomyxa australis
Ophiomyxa australis är en ormstjärneart som beskrevs av Christian Frederik Lütken 1869. Ophiomyxa australis ingår i släktet Ophiomyxa och familjen skinnormstjärnor. Inga underarter finns listade i Catalogue of Life.